# Cirkelring
Een cirkelring of annulus, het Latijnse woord voor 'kleine ring', wordt in het Engels gebruikt, is een ringvormige meetkundige figuur, of meer algemeen, een ringvormig object. Het bijvoeglijke naamwoord is ringvormig, bijvoorbeeld een ringvormige zonsverduistering. 
De open cirkelring is topologisch equivalent met zowel de open cilinder {\displaystyle S^{1}\times (0,1)} als het geperforeerde vlak. 
De oppervlakte van een dergelijke cirkelring wordt gegeven door het verschil in de oppervlaktes van een cirkel met straal {\displaystyle R} en een met straal {\displaystyle r}: 
{\displaystyle A=\pi (R^{2}-r^{2})}
Dit resultaat kan ook worden berekend door te integreren.
{\displaystyle A=\int _{r}^{R}2\pi \rho \,\mathrm {d} \rho =\pi (R^{2}-r^{2})}
De oppervlakte van een cirkelring kan overigens ook worden verkregen door π te vermenigvuldigen met het kwadraat van de helft van de halve lengte van het langste interval dat volledig binnen de cirkelring ligt. Dit kan met de stelling van Pythagoras worden bewezen. Het langste interval dat helemaal binnen de cirkelring ligt, raakt aan de binnencirkel en staat op het punt waar het de binnencirkel raakt loodrecht op de straal van die binnencirkel.

## Complexe structuur
In de functietheorie is een cirkelring {\displaystyle \mathrm {ann} (a;r,R)} in het complexe vlak een open verzameling gedefinieerd door: 
{\displaystyle r<|z-a|<R}
Gaat het om een open verzameling waaruit alleen het middelpunt is weggehaald, dus alleen een punt, dan spreekt met van een geperforeerde schijf. Dat komt met het geval {\displaystyle r=0} overeen.
Als een deelverzameling van het complexe vlak, kan een cirkelring worden beschouwd als een riemann-oppervlak. De complexe structuur van een cirkelring hangt alleen af van de verhouding {\displaystyle r/R}. Iedere cirkelring {\displaystyle \mathrm {ann} (a;r,R)} kan holomorf worden afgebeeld op een standaard cirkelring die in de oorsprong is gecentreerd met buitenstraal 1 door de afbeelding 
{\displaystyle z\mapsto {\frac {z-a}{R}}}
De binnenstraal is dan {\displaystyle r/R<1}.
De driecirkelstelling van Hadamard is een uitspraak over de maximale waarde die een holomorfe functie kan aannemen binnen een cirkelring.

## Websites
- (en)  Annulus. met interactieve animatie
- (en)  Area of an annulus. weer met animatie